# Acacia quadrisulcata
Acacia quadrisulcata é uma espécie de leguminosa do gênero Acacia, pertencente à família Fabaceae.